# Estilo braza

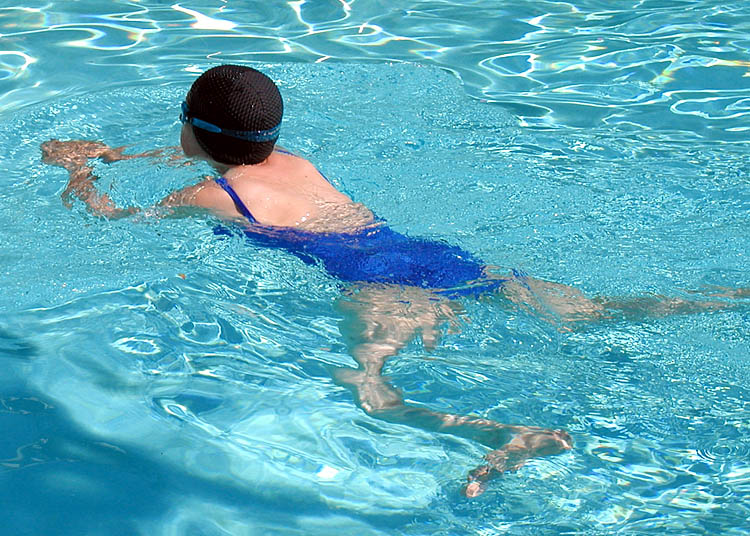
El estilo braza en natación.

El estilo braza o estilo pecho es un estilo de natación. En este estilo, el nadador flota  momento en el cual comienza de nuevo todo el ciclo.
El estilo se nada sobre el pecho y es el estilo natatorio recreativo más popular debido a su estabilidad y a la posibilidad de respirar o coger el aire una sola vez durante todo el proceso. En la mayoría de las clases de natación los principiantes aprenden primero el pecho o el crol (crol frontal o crawl).

## Velocidad y ergonomía

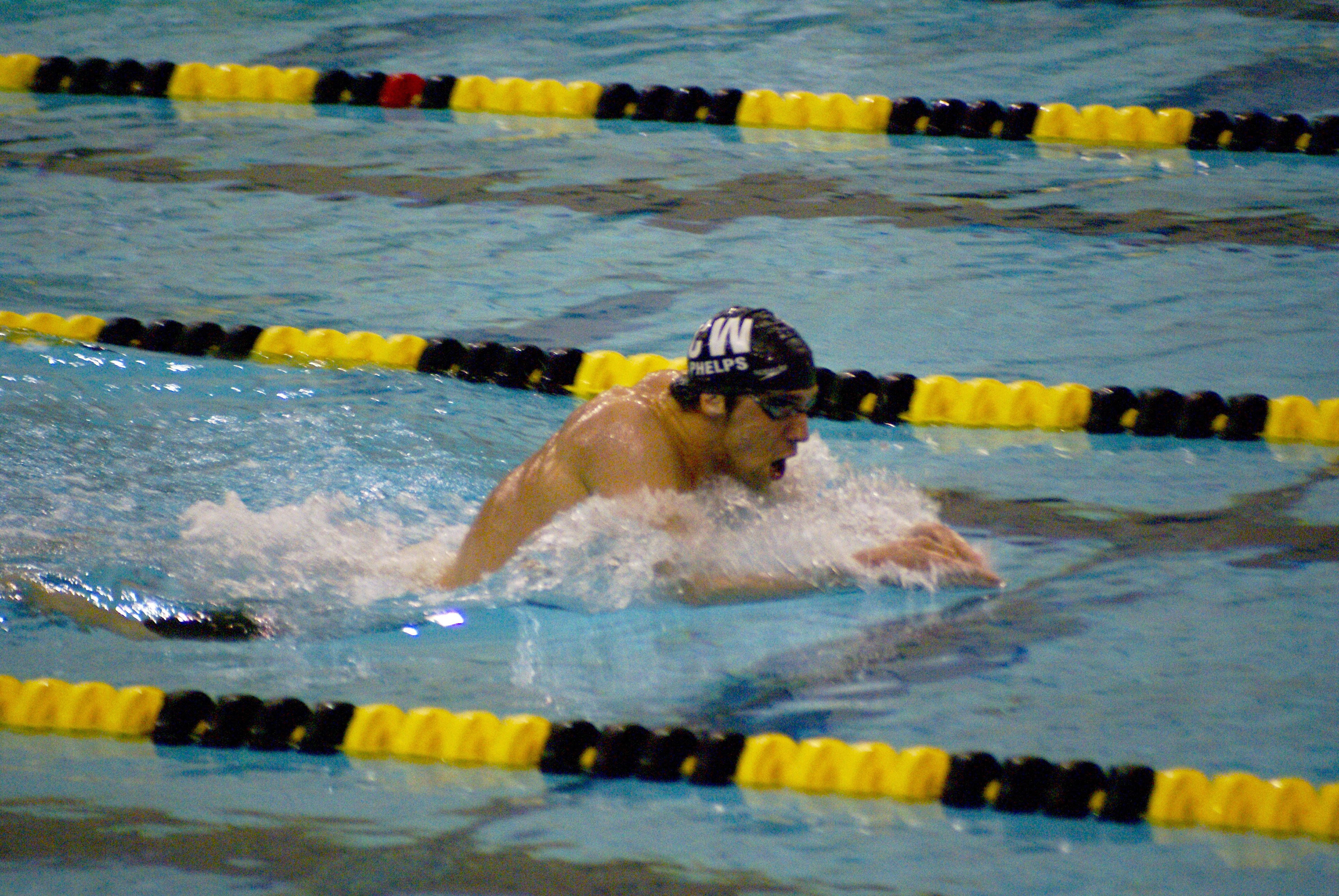
El nadador Michael Phelps compitiendo en estilo braza.

El estilo braza es el más lento de los cuatro estilos oficiales en los nadadores más rápidos pueden nadar a una velocidad aproximada de 1,67 metros por segundo.
El nado de braza requiere más fuerza y energía que cualquier otro estilo, incluyendo la mariposa. Además, la braza requiere un mayor uso de los músculos de las piernas que el resto de los estilos.

## Técnica de estilo braza
La braza empieza con el nadador acostado sobre el agua boca abajo, con los brazos extendidos adelante y las piernas extendidas atrás.

### Movimiento de los brazos
Los brazos se abren desde la parte posterior hasta quedar en línea con los codos, y se hace fuerza atrás produciendo el avance.

### Movimiento de las piernas
La braza también puede nadarse con la patada de delfín de la mariposa, aunque esto viola las reglas que establece la FINA. De todos modos, se permite una patada en la salida y en el viaje, teniendo en cuenta que es parte del movimiento natural del cuerpo.

### Respiración
Hay que respirar con la boca sacando la cabeza en cada brazada.

### Movimiento del cuerpo
El movimiento se inicia con el cuerpo completamente recto, el movimiento del cuerpo se coordina de tal manera que las piernas están listas para la fase de empuje, mientras que los brazos están a medio camino a través de la fase de tirón, y la cabeza está fuera del agua para la respiración. En esta posición, el cuerpo tiene también el ángulo más grande a la horizontal. Los brazos se recuperan durante la fase de empuje de las piernas. Después de la carrera el cuerpo se mantiene en la posición inicial durante algún tiempo para utilizar la fase de deslizamiento. Dependiendo de la distancia y de la aptitud de la duración de esta fase de deslizamiento varía. Por lo general, la fase de deslizamiento es más corta durante los sprints que durante la natación de larga distancia. La fase de deslizamiento es también más larga durante la carrera bajo el agua después de la salida y en cada turno.

### Salida
La salida de braza es sobre una plataforma y se estira el cuerpo (180°) entrando al agua a través de un agujero imaginario creado por las manos. Al entrar al agua cambia la posición del cuerpo llevando las manos a las piernas y haciendo al tiempo una ondulación, luego se hace un estilo braza bajo el agua. Todos estos movimientos se realizan mientras el cuerpo se dirige hacia la superficie (el cuerpo está a 180° en dirección a la superficie).

### Viraje y llegada
La nueva normativa impuesta por la FINA en octubre del 2013, obliga a tocar con ambas manos a la vez y realizar un viraje. Cuando el nadador llega a la pared, toca con las dos manos al tiempo y se voltea de medio lado, haciendo posición de flecha para sumergirse de nuevo en el agua, y hacer la doble deslizada que se hizo al principio de la prueba.
En la llegada se toca con las dos manos al mismo tiempo obligatoriamente (de lo contrario el nadador puede ser descalificado). Puede ser bajo la superficie, a la altura de la superficie o sobre la superficie.

### Estilos de braza
Los tres estilos de braza que se ven hoy son el convencional (plano), el ondulante y el ondulado. El estilo ondulante lo nadan generalmente chicas muy flexibles, y pocos Masters tienen la flexibilidad para practicarlo. El estilo ondulado, nadado y hecho famoso por Mike Barrowman cuando batió un récord del mundo usándolo, es ahora nadado generalmente por nadadores olímpicos, aunque generalmente es rechazado por los nadadores australianos.
A propósito, el movimiento ondulado no debería ser sobre enfatizado y el nadador sólo debe levantarse hasta que el agua alcance sus bíceps, en vez de hacer elevar su torso entero por encima del agua, gastando una gran cantidad de energía.

## Récords mundiales actuales
Todos los récords fueron conseguidos en finales a menos que se especifique lo contrario. Los récords que figuran con un asterisco (*) después del tiempo de la marca indican que no se han inscrito desde la página de la FINA, sino directamente.
La braza es un estilo de natación, practicado desde principios del siglo XIX en Europa. Se practicó en estilo libre en los primeros Juegos Olímpicos de la era moderna en Atenas en 1896 y luego fue objeto de una categoría por derecho propio.

### En piscina de 50 metros
Hombres
| Evento  | Récord | Nadador     | Nacionalidad            | Fecha               | Lugar                  |
| ------- | ------ | ----------- | ----------------------- | ------------------- | ---------------------- |
| 25.95   | 50 m   | Adam Peaty  | Reino Unido             | 25 de julio de 2017 | Budapest, Hungría      |
| 56.88   | 100 m  | Adam Peaty  | Reino Unido             | 21 de julio de 2019 | Gwangju, Corea del Sur |
| 2:05.48 | 200 m  | Qin Haiyang | República Popular China | 28 de julio de 2023 | Fukuoka, Japón         |

Mujeres
| Evento | Récord  | Nadador               | Nacionalidad   | Fecha               | Lugar             |
| ------ | ------- | --------------------- | -------------- | ------------------- | ----------------- |
| 50 m   | 29.40   | Lilly King            | Estados Unidos | 30 de julio de 2017 | Budapest, Hungría |
| 100 m  | 1:04.13 | Lilly King            | Estados Unidos | 25 de julio de 2017 | Budapest, Hungría |
| 200 m  | 2:19.11 | Rikke Møller Pedersen | Dinamarca      | 1 de agosto de 2013 | Barcelona, España |

### En piscina de 25 metros

#### Hombres
| Evento | Récord  | Nadador               | Nacionalidad | Fecha                   | Lugar            |
| ------ | ------- | --------------------- | ------------ | ----------------------- | ---------------- |
| 50 m   | 25.25   | Cameron van der Burgh | Sudáfrica    | 14 de noviembre de 2009 | Berlín, Alemania |
| 100 m  | 55.61   | Cameron van der Burgh | Sudáfrica    | 15 de noviembre de 2009 | Berlín, Alemania |
| 200 m  | 2:00.44 | Marco Koch            | Alemania     | 20 de noviembre de 2016 | Berlín, Alemania |

#### Mujeres
| Evento | Récord  | Nadador        | Nacionalidad   | Fecha                   | Lugar                   |
| ------ | ------- | -------------- | -------------- | ----------------------- | ----------------------- |
| 50 m   | 28.64   | Alía Atkinson  | Jamaica        | 26 de octubre de 2016   | Tokio, Japón            |
| 100 m  | 1:02.36 | Rūta Meilutytė | Lituania       | 12 de octubre de 2013   | Moscú, Rusia            |
| 100 m  | 1:02.36 | Alía Atkinson  | Jamaica        | 26 de agosto de 2016    | Chartres, Francia       |
| 200 m  | 2:14.57 | Rebecca Soni   | Estados Unidos | 18 de diciembre de 2009 | Mánchester, Reino Unido |